# Christopher Larkin
Christopher Larkin (Daegu, Corea del Sur; 2 de octubre de 1987) es un músico y actor estadounidense. Es conocido por su papel de Monty Green en la serie The 100.

## Biografía
Larkin nació en Daegu (Corea del Sur). A los cuatro meses, fue adoptado por Elaine, una terapeuta ocupacional y Peter Larkin, vicepresidente de una empresa. Se crio en Hebron (Connecticut).
Después de graduarse en la Escuela Secundaria de RHAM y en la Academia de Artes de Greater Hartford en 2005, Larkin estudió en el campus de la Universidad Fordham situado en el Lincoln Center, en la ciudad de Nueva York. En otoño de su último semestre interpretó al personaje principal en la producción de la compañía de teatro Steppenwolf llamada Kafka on the Shore en Chicago , Illinois . Actuó en varias producciones en Off-Broadway antes de obtener su título en artes en 2009.

## Carrera
Larkin debutó como actor en la película The Flamingo Rising. También ha aparecido en programas de televisión como Torpe, 90210, One life to live y en otras películas como Strangers with Candy y The Big bad swim.
Desde 2013 que se sumó al elenco cumpliendo el papel de "Monty" en "Los 100", exitosa serie estadounidense.

## Filmografía

##### Películas
| Año  | Título               | Papel  | Notas |
| ---- | -------------------- | ------ | ----- |
| 2005 | Strangers with Candy | Kim    |       |
| 2006 | The Big bad swim     | Cajero |       |

##### Series
| Año       | Título              | Papel             | Notas                  |
| --------- | ------------------- | ----------------- | ---------------------- |
| 2001      | The Flamingo Rising | Abraham JAcob Lee | Película de tv         |
| 2008      | One life to live    | Dan               | 1 episodio             |
| 2011      | Cooper & Stone      | AJ hawkes         | Película de televisión |
| 2012      | Squad 85            | Bobby             | 6 episodios            |
| 2013      | 90210               | Kent              | 1 episodio             |
| 2013      | Awkward             | Neutral Party     | 1 episodio             |
| 2014-2019 | The 100             | Monty Green       | 52 episodios           |